# Parafia św. Małgorzaty w Sobótce
Parafia świętej Małgorzaty w Sobótce – parafia rzymskokatolicka znajdująca się w diecezji sandomierskiej, w dekanacie Ożarów.

## Zasięg parafii
Do parafii należą wierni z miejscowości: Pisary, Sobótka, Wyspa.

## Grupy parafialne
Przy parafii działają następujące grupy duszpasterskie: Żywy Różaniec, Liturgiczna Służba Ołtarza i schola.

## Proboszczowie
- ks. Zdzisław Rudnik (2017– )[1]